# Jinočany
Jinočany är en ort i Tjeckien.   Den ligger i regionen Mellersta Böhmen, i den centrala delen av landet, 12 km sydväst om huvudstaden Prag. Jinočany ligger 361 meter över havet och antalet invånare är 791.
Terrängen runt Jinočany är platt åt nordväst, men åt sydost är den kuperad. Runt Jinočany är det tätbefolkat, med 613 invånare per kvadratkilometer. Närmaste större samhälle är Prag, 12,5 km nordost om Jinočany. Runt Jinočany är det i huvudsak tätbebyggt.